# Coppa del mondo di mountain bike 2004
La Coppa del mondo di mountain bike 2004 organizzata dall'Unione Ciclistica Internazionale (UCI), si disputò su tre discipline: cross country (7 tappe), downhill e four-cross (6 tappe ciascuno).

## Cross country
| Data              | Luogo             | Vincitore        | Vincitrice       |
| ----------------- | ----------------- | ---------------- | ---------------- |
| 23 maggio         | Madrid            | Filip Meirhaeghe | Gunn-Rita Dahle  |
| 30 maggio         | Houffalize        | Roel Paulissen   | Gunn-Rita Dahle  |
| 5 giugno          | Fort William      | Christoph Sauser | Gunn-Rita Dahle  |
| 20 giugno         | Schladming        | Julien Absalon   | Irina Kalent'eva |
| 27 giugno         | Mont-Sainte-Anne  | Filip Meirhaeghe | Gunn-Rita Dahle  |
| 3 luglio          | Calgary           | Filip Meirhaeghe | Gunn-Rita Dahle  |
| 19 sett.          | Livigno           | Roel Paulissen   | Gunn-Rita Dahle  |
| Classifica finale | Classifica finale | Christoph Sauser | Gunn-Rita Dahle  |

## Downhill
| Data              | Luogo             | Vincitore           | Vincitrice             |
| ----------------- | ----------------- | ------------------- | ---------------------- |
| 6 giugno          | Fort William      | Greg Minnaar        | Anne-Caroline Chausson |
| 13 giugno         | Les Deux Alpes    | Steve Peat          | Tracy Moseley          |
| 19 giugno         | Schladming        | Gee Atherton        | Marielle Saner         |
| 26 giugno         | Mont-Sainte-Anne  | Steve Peat          | Sabrina Jonnier        |
| 2 luglio          | Calgary           | David Vazquez Lopez | Céline Gros            |
| 18 sett.          | Livigno           | Fabien Barel        | Céline Gros            |
| Classifica finale | Classifica finale | Steve Peat          | Céline Gros            |

## Four-cross
| Data              | Luogo             | Vincitore     | Vincitrice             |
| ----------------- | ----------------- | ------------- | ---------------------- |
| 5 giugno          | Fort William      | Guido Tschugg | Anne-Caroline Chausson |
| 13 giugno         | Les Deux Alpes    | Wade Bootes   | Katrina Miller         |
| 19 giugno         | Schladming        | Karim Amour   | Sabrina Jonnier        |
| 26 giugno         | Mont-Sainte-Anne  | Michal Prokop | Sabrina Jonnier        |
| 2 luglio          | Calgary           | Michal Prokop | Sabrina Jonnier        |
| 18 sett.          | Livigno           | Michal Prokop | Jill Kintner           |
| Classifica finale | Classifica finale | Michal Prokop | Sabrina Jonnier        |